# Schoenocrambe
Schoenocrambe là chi thực vật có hoa trong họ Cải.